# Paulding County, Georgia
Paulding County är ett administrativt område i delstaten Georgia, USA, med 142 324 invånare. Den administrativa huvudorten (county seat) är Dallas.

## Geografi
Enligt United States Census Bureau så har countyt en total area på 816 km². 812 km² av den arean är land och 4 km² är vatten.

### Angränsande countyn
- Bartow County, Georgia - nord
- Cobb County, Georgia - öst
- Douglas County, Georgia - sydost
- Carroll County, Georgia - syd
- Haralson County, Georgia - sydväst
- Polk County, Georgia - väst